# Söngvakeppnin 2019
Der 29. Söngvakeppnin 2019 fand am 2. März 2019 in Laugardalshöllin in Reykjavík und war der isländische Vorentscheid für den Eurovision Song Contest 2019 in Tel Aviv (Israel). Produzierender und ausstrahlender Fernsehsender war die isländische Rundfunkanstalt RÚV.

## Format

### Konzept
Am 13. September 2018 bestätigte die öffentlich-rechtliche Rundfunkanstalt Ríkisútvarpið (RÚV) seine Teilnahme am Eurovision Song Contest 2019.
Für 2019 kündigte der Sender einige Änderungen am Konzept an. Statt wie seit 2015 der Fall, wird es 2019 zum ersten Mal seit 2014 wieder nur zehn Teilnehmer geben. Diese werden auf zwei Halbfinals aufgeteilt, indem dann je fünf Teilnehmer auftreten. In diesem müssen die Interpreten ihr Lied dann auf Isländisch vorstellen. Von den fünf Teilnehmern qualifizieren sich jeweils zwei für das Finale, wobei das Ergebnis der Halbfinale erstmals zu 50 % per Juryvoting und zu 50 % per Televoting bestimmt wird. Ebenfalls behält RÚV das Recht, eine Wildcard für das Finale zu vergeben. Somit werden im Finale dann zwischen vier bis fünf Teilnehmer auftreten. Dort haben die Interpreten dann freie Sprachwahl und es wird dann zwei Abstimmungsrunden geben. In der ersten Runde wurden zu 50 % per Televoting und zu 50 % per einer erstmals eingesetzten zehnköpfigen internationalen Jury zwei Lieder für das Super-Finale bestimmt. In der zweiten Runde bestimmten die Zuschauer dann die Platzierungen, wobei die Stimmen des Televotings aus der ersten Runde allerdings mit ins Endergebnis eingerechnet werden. Dort entscheidet sich dann somit, wer Island beim Eurovision Song Contest 2019 repräsentieren wird.
Ebenfalls wurde der britische Choreograf Lee Proud als Artistic Director für Söngvakeppnin 2019 angefragt. Musical Director des Vorentscheids ist Samúel Jón Samúelsson.

### Beitragswahl
Vom 13. September 2018 bis zum 22. Oktober 2018 konnten Beiträge beim Fernsehsender eingereicht werden. Für 2019 lud der Fernsehsender auch erstmals erfolgreiche isländische Komponisten ein, ein Lied für den Vorentscheid zu schreiben. Ebenfalls gab es erstmal ein Songwriting Camp, wo interessierte isländische Liedschreiber dann extra Lieder für den Vorentscheid geschrieben haben.
Am 25. Oktober 2018 gab RÚV bekannt, dass der Sender 132 Beiträge erhalten hat. Eine siebenköpfige Jury bestehend aus Mitgliedern des Verbands für isländische Klang-Künstler, für isländische Liedschreiber und Komponisten sowie Mitglieder von RÚV bestimmten dann über die zehn Beiträge für den Vorentscheid.
Am 26. Januar 2019 wurden die zehn Teilnehmer vorgestellt.

## Halbfinale

### Erstes Halbfinale
Das erste Halbfinale fand am 9. Februar 2019 um 19:30 Uhr (UTC) statt. Dort traten fünf Teilnehmer gegeneinander an. Die zwei Teilnehmer mit den meisten Stimmen qualifizierten sich für das Finale.
| 1. | 1 | Hatari                    | Hatrið mun sigra M/T: Hatari                                                                       | Isländisch | Hass wird siegen      | 12.069 | 38,0 % |
| 2. | 5 | Hera Björk                | Eitt andartak M/T: Örlygur Smári, Hera Björk Þórhallsdóttir, Valgeir Magnússon                     | Isländisch | Ein Augenblick        | 08.408 | 26,5 % |
| 3. | 4 | Kristina Skoubo Bærendsen | Ég á mig sjálf M: Sveinn Rúnar Sigurðsson; T: Valgeir Magnússon, Sveinn Rúnar Sigurðsson           | Isländisch | Ich gehöre mir selber | 04.779 | 15,0 % |
| 4. | 2 | Þórdís Imsland            | Nú og hér M: Svala Björgvinsdóttir, Bjarki Ómarsson; T: Stefán Hilmarsson                          | Isländisch | Jetzt und hier        | 04.271 | 13,4 % |
| 5. | 3 | Daníel Óliver             | Samt ekki M: Daníel Óliver Sveinsson, Linus Josefsson, Peter von Arbin; T: Daníel Óliver Sveinsson | Isländisch | Trotzdem nicht        | 02.198 | 06,9 % |

 Kandidat hat sich für das Finale qualifiziert.
 Kandidat erhielt eine Wildcard für das Finale.

### Zweites Halbfinale
Das zweite Halbfinale fand am 16. Februar 2019 um 19:30 Uhr (UTC) statt. Dort traten fünf Teilnehmer gegeneinander an. Die zwei Teilnehmer mit den meisten Stimmen qualifizierten sich für das Finale.
| 1. | 5 | Friðrik Ómar                 | Hvað ef ég get ekki elskað? M/T: Friðrik Ómar Hjörleifsson                                                      | Isländisch | Was, wenn ich nicht lieben kann? | 14.968 | 54,1 % |
| 2. | 4 | Tara Mobee                   | Betri án þín M: Andri Þór Jónsson, Eyþór Úlfar Þórisson; T: Andri Þór Jónsson, Eyþór Úlfar Þórisson, Tara Mobee | Isländisch | Besser ohne dich                 | 03.819 | 13,8 % |
| 3. | 2 | Ívar Daníels                 | Þú bætir mig M: Stefán Þór Steindórsson, Richard Micallef; T: Stefán Þór Steindórsson, Nikos Sofis              | Isländisch | Du machst mich besser            | 03.519 | 12,7 % |
| 4. | 3 | Heiðrún Anna Björnsdóttir    | Helgi M: Heiðrún Anna Björnsdóttir; T: Sævar Sigurgeirsson og Heiðrún Anna Björnsdóttir                         | Isländisch | Wochenende                       | 02.772 | 10,0 % |
| 5. | 1 | Elli Grill, Skaði und Glymur | Jeijó, keyrum alla leið M/T: Barði Jóhannsson                                                                   | Isländisch | Yeah-yo, wir ziehen es durch     | 02.572 | 09,9 % |

 Kandidat hat sich für das Finale qualifiziert.

## Finale

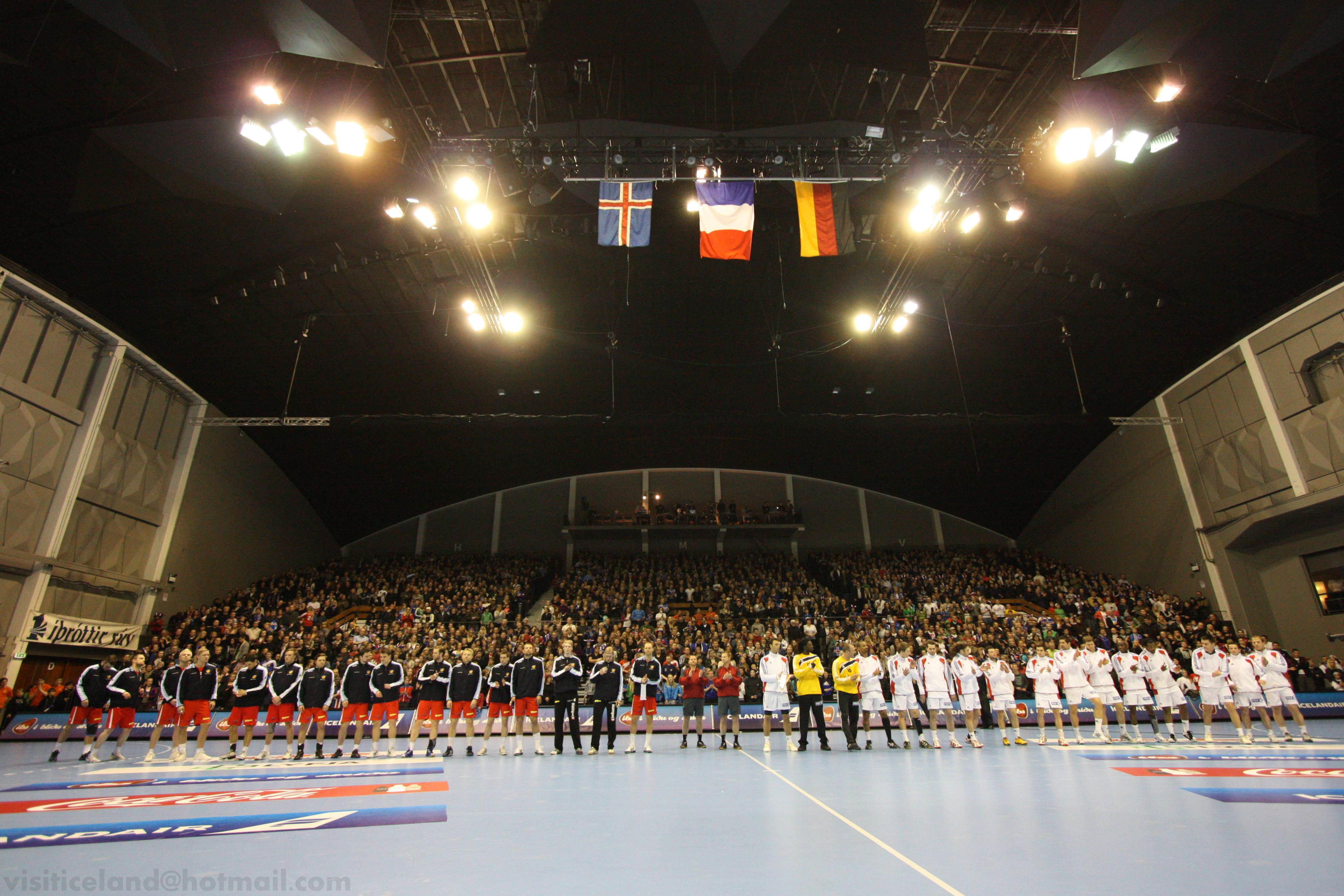
Laugardalshöllin

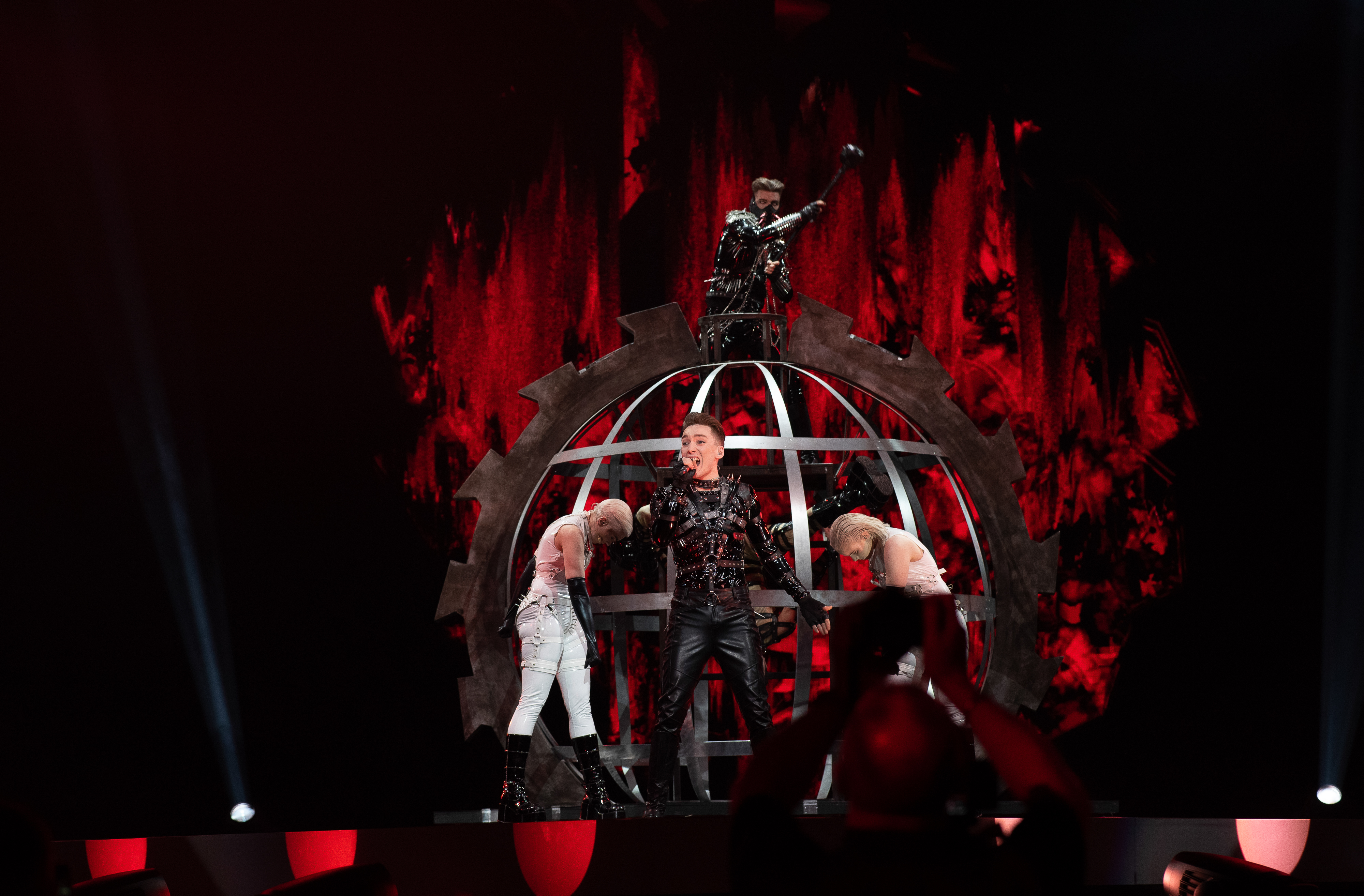
Die Gewinner der isländischen Vorentscheidung: Hatari

Das Finale fand am 2. März 2019 um 19:30 Uhr (UTC) in der Laugardalshöllin in Reykjavík, die für bis zu 5.500 Zuschauern Platz bietet, statt. Im Finale traten insgesamt fünf Interpreten an.
| Platz | Startnr. | Interpret                 | Lied Musik (M) und Text (T)                                                                              | Sprache    | Übersetzung (Inoffiziell)        | Stimmen | Stimmen   | Stimmen |
| Platz | Startnr. | Interpret                 | Lied Musik (M) und Text (T)                                                                              | Sprache    | Übersetzung (Inoffiziell)        | Jury    | Zuschauer | Gesamt  |
| ----- | -------- | ------------------------- | --- | ---------- | -------------------------------- | ------- | --------- | ------- |
| 1.    | 5        | Hatari                    | Hatrið mun sigra M/T: Hatari                                                                             | Isländisch | Hass wird siegen                 | 24.891  | 47.513    | 72.404  |
| 2.    | 1        | Friðrik Ómar              | Hvað ef ér get ekki elskað M/T: Friðrik Ómar Hjörleifsson                                                | Isländisch | Was, wenn ich nicht lieben kann? | 21.061  | 25.356    | 46.417  |
| 3.    | 2        | Kristina Skoubo Bærendsen | Mama Said M/T: Sveinn Rúnar Sigurðsson, Valgeir Magnússon                                                | Englisch   | Mama sagte                       | 20.582  | 17.391    | 37.937  |
| 4.    | 4        | Hera Björk                | Moving on M/T: Örlygur Smári, Hera Björk Þórhallsdóttir, Valgeir Magnússon                               | Englisch   | Weitergehen                      | 20.102  | 09.488    | 29.590  |
| 5.    | 3        | Tara Mobee                | Fighting For Love M: Andri Þór Jónsson, Eyþór Úlfar Þórisson; T: Andri Þór Jónsson, Eyþór Úlfar Þórisson | Englisch   | Für die Liebe kämpfen            | 16.274  | 03.170    | 19.444  |

 Kandidat hat sich für das Superfinale qualifiziert.

### Juryvoting
| 1 | Hvað ef ég get ekki elskað? | 1.915 | 1.915 | 1.675 | 2.872 | 2.393 | 1.436 | 2.393 | 1.675 | 1.915 | 2.872 | 21.061 |
| 2 | Mama Said                   | 1.436 | 2.393 | 2.872 | 1.915 | 1.915 | 1.915 | 1.675 | 2.393 | 2.393 | 1.675 | 20.582 |
| 3 | Fighting for Love           | 1.675 | 1.436 | 1.915 | 1.675 | 1.436 | 1.675 | 1.915 | 1.436 | 1.675 | 1.436 | 16.274 |
| 4 | Moving On                   | 2.393 | 1.675 | 2.393 | 2.393 | 1.675 | 2.393 | 1.436 | 1.915 | 1.436 | 2.393 | 20.102 |
| 5 | Hatrið mun sigra            | 2.872 | 2.872 | 1.436 | 1.436 | 2.872 | 2.872 | 2.872 | 2.872 | 2.872 | 1.915 | 24.891 |
| Jury-Punktesprecher |                             |       |       |       |       |       |       |       |       |       |       |        |
| - – Birgit Simal - – Jan Bors - – Karin Gunnarsson - – Anders M. Tangen - – Eleni Foureira - – Konstantin Hudov - – Molly Plank - – Þorsteinn Hreggviðsson - – Sigríður Thorlacius - – Haraldur Freyr Gíslason |                             |       |       |       |       |       |       |       |       |       |       |        |

### Superfinale
| 1. | Hatari       | Hatrið mun sigra M/T: Hatari                                                                                     | 62.088 | 54,36 % |
| 2. | Friðrik Ómar | Hvað ef ér get ekki elskað M: Friðrik Ómar Hjörleifsson; T: Sveinbjörn I. Baldvinsson, Friðrik Ómar Hjörleifsson | 52.134 | 45,64 % |

Im Superfinale setzte sich der Song von Hatari durch.